# イグウィルヴ
イグウィルヴ（Iggwilv）は、ファンタジー・ロールプレイングゲーム『ダンジョンズ&ドラゴンズ』（D&D）のキャンペーン・セッティング「グレイホーク」に登場する架空の魔女。D&D生みの親の一人ゲイリー・ガイギャックスにより生み出された。
イグウィルヴは強大な力を持ち、性的操作を好む利己的で邪悪な魔術師として描かれている。彼女は架空の書「デモノミコン」の創造者であり、後に現実の同名のソースブックのインスピレーションとなった。多くのグレイホークのキャラクターと同様に、彼女に関する情報は資料によってしばしば矛盾がみられる。

## 創造
ガイギャックスはイグウィルヴのインスピレーションの源として、フィンランドの叙事詩カレワラを挙げている。カレワラの登場人物「ロウヒ（Louhi）」の名は、ガイギャックスによりイグウィルヴの別名として使われた。イグウィルヴはガイギャックスの『The Lost Caverns of Tsojcanth』(1982)で初登場した。このアドベンチャーは、「かつて大魔道士に占領されていた洞窟をプレイヤーが探検する」というものだった。また、「イグウィルヴのデモノミコン（Demonomicon of Iggwilv）」も登場し、「下方次元界の強力で邪悪なクリーチャーに関する論文」と説明されている。
「ターシャ」という名と笑いに関する関連は、ある少女がガイギャックスに「笑いを含む呪文を作ってほしい」というような手紙を（クレヨンで）送った事に由来する。この呪文「Tasha's Uncontrollable Hideous Laughter」は、その後『ドラゴン』誌#67のマジックユーザー呪文リストに掲載された。

## 出版の歴史

### AD&D第1版と第2版
1984年、『ドラゴン』#82の魔法研究に関する記事には、『Lore of Subtle Communication by Tasha』という呪文集が追加され、「ventriloquism」、「message」、「comprehend languages」、「legend lore」、「Tasha's uncontrollable hideous laughter」の中の、いずれかの呪文への手がかりが含まれている可能性があった。ガイギャックスは、"ターシャ"が誰であるかについてそれ以上の情報を提供しなかったが、『ドラゴン』#83（「Tasha's Hideous Laughter」が同誌に最初に掲載された約2年後）に掲載されたアドベンチャーでは、バーバ・ヤガーの小屋を探検する中で「闇のナターシャ（Natasha the Dark）」について言及した。
その後、「Tasha's Uncontrollable Hideous Laughter」は、アドバンスト・ダンジョンズ&ドラゴンズ第2版プレイヤーズ・ハンドブック（1989）に呪文の1つとして収録された。
『Designers & Dragons』の著者シャノン・アペルクラインは、「『ドラゴン』#225（1996年1月）で、ロバート・S・マリンはイグウィルヴのもう1冊の書である「Nethertome」について語り、彼女の最高傑作を「The Fiendomicon of Iggwilv」という、笑ってしまうような名前に変えた…なぜならTSRがAD&D 2e時代（1989-1997）にそうしたからだ」と指摘した。

### D&D第3版と3.5版
『ドラゴン』#336（2005年10月）では、「Demonomicon of Iggwilv」は元の名前に戻った。2005年から2015年にかけて、『ドラゴン』、『ダンジョン』、『Dragon+』で「Demonomicon of Iggwilv」と題されたコラムが連載され、その内容はイグウィルヴの名に因んで名付けられた書から引用されたとみられている。
『Expedition to the Ruins of Greyhawk 』(2007)では、イグウィルヴがかつて「ターシャ」として、有名な冒険家グループである「7人隊（Company of Seven）」に加わっていたことが明らかになった。ターシャの真の動機は不明であったが、二人のキャラクターのつながりが綴られている。『ドラゴン』の印刷版最終号である#359（2007年9月号）では、「ターシャとイグウィルヴは同一人物であり、バーバ・ヤガーの養女ナターシャとも関係がある」ことが強調された。

### D&D第4版
第4版の『次元界の書（Manual of the Planes）』（2008）では、新しいデフォルト設定「points of light」におけるイグウィルヴの存在が確認されている。イグウィルヴは、グラズズトと一時期は盟友であり、かつて恋人でもあったと簡潔に記述されている。『デモノミコン（Demonomicon）』 (2010)はイグウィルヴの架空の作品に基づいており、本文からの抜粋が紹介されている。第4版におけるイグウィルヴの人物史は、グレイホークにおけるそれと似ている。彼女はアビスの政治を操る非常に強力な人物として登場する。
『ダンジョン』#196では、「2011年のDancing Hutアドベンチャーのリメイク版で、"闇のナターシャ"がやがてイグウィルヴになることがさらに確実とされた」としている。『ドラゴン』#414では、2012年の 「Iggwilv-Graz'zt Affair」の歴史に関する記事で、「彼女は長年にわたって多くの名前で知られてきた。ナターシャ、Hura、ターシャ、そして最後にイグウィルヴ」と述べている。

### D&D第5版
フォーゴトン・レルムのアドベンチャー『ウォーターディープ：ドラゴン金貨を追え（Waterdeep: Dragon Heist）』では、「ターシャズ・ヒディアス・ラフター」は、ウォーターディープ全域で侵入者に対する防犯対策として一般的に使用されており、通常は屋根の上に「グリフ・オヴ・ウォーディング」で仕掛けていることが記されている。
イグウィルヴは、追加ルール・データ集『ターシャの万物釜（Tasha's Cauldron of Everything）』（2020）の語り手であるが、同書はイグウィルヴとなる前のウィザード時代に焦点を当て、魔女王としての情報も取り入れている。リード・ルール・デザイナーのジェレミィ・クロフォードは、ターシャを単一の属性で表現するという考えに反論し、「彼女の属性は現在の計画に最も適したものだ」と説明した。これは、以前の「混沌にして悪」的なキャラクターとして描かれた彼女からの明確な変化であり、過去に描かれてきたイグウィルヴのような、「しばしばステレオタイプな陰謀を企む妖婦」というイメージを超えた、彼女のキャラクターの更なる発展を反映しているという。別のインタビューでクロフォードは、「ターシャは様々な存在に動じない人物だ。闇の存在と交わったことに加えて、ご存知のように上方次元界の存在とも交わったことがある。ターシャは基本的に、その聡明な好奇心から、存在の諸次元界の様々なモラルの違いに悩まされることはない。学ぶべき知識があり、得られるかもしれない力があるならば、ターシャは臆することなくそれに立ち向かう。[中略]ターシャはその日その日に適した属性になり、その意味で彼女は「真なる中立」なのだろう」と語っている。
この本ではまた、ターシャに由来する3つの新しい呪文がゲームに追加された。「ターシャズ・コースティック・ブリュー（Tashas Caustic Brew）」、「ターシャズ・マインド・ウィップ（Tashas Mind Whip）」、「ターシャズ・アザーワールドリィ・ガイズ（Tasha's Otherworldly Guise）」である。
『ウィッチライトの彼方へ（The Wild Beyond the Witchlight）』においてイグウィルヴの歴史は、バーバ・ヤガーの養女となり、ウィザードの「ターシャ」となり、デーモンと交わる魔女王「イグウィルヴ」となり、最終的にプリズミーアのフェイの領域を支配するアーチフェイ「ザビルナ」になった、として描かれている。ザビルナとしてのイグウィルヴは、心願宮（Palace of Heart's Desire）に住み、暗き感情を魔法で取り除いた、より慈悲深い支配者である。イグウィルヴの未来を垣間見ると、彼女は白髪のハグとなっている。

### 出版物
イグウィルヴは、D&Dの様々なソースブックや記事で言及されている。彼女に関する重要なものには以下がある。
- The module Castle Greyhawk (TSR, 1988)
- The module en:Iuz the Evil (TSR, 1993)
- en:Living Greyhawk Gazetteer (WotC, 2000)
- A series entitled "The Demonomicon of Iggwilv" from Dragon (2005–2007)
- en:Fiendish Codex I: Hordes of the Abyss (WotC, 2006)
- "Enemies of my Enemy." Dungeon #149 (Paizo, 2007)
- en:Expedition to the Ruins of Greyhawk. (WotC, 2007)
- "Unsolved Mysteries of D&D." from Dragon #359 (Paizo, 2007)
- "Iggwilv's Legacy: The Lost Caverns of Tsojcanth" from Dungeon #151. (WotC, 2007)
- "Treasures of Greyhawk: Magic of the Company of Seven." from Dragon #359. (Paizo, 2007)
- Demonomicon (WotC, 2010)
- "History Check: The Iggwilv-Graz'zt Affair" from Dragon #414. (WotC, 2012)
- ターシャの万物釜 en:Tasha's Cauldron of Everything (WotC, 2020)
- ウィッチライトの彼方へ en:The Wild Beyond the Witchlight (WotC, 2021)

## キャラクターの伝記

### 解説
イグウィルヴには2つの姿があると言われ、1つは老婆の姿（これが本来の姿と言われる）、もう1つは暗い美しさを持つ人間の女性の姿である。後者の姿のイグウィルヴは、長い黒髪と青白い肌をしている。彼女の真の姿を見て、生きている者はいないと言われている。
彼女には多くの別称がある。オアースではペレンランドの魔女王、魔女の母と呼ばれている。ある主要物質界世界では「ロウヒ（Louhi）」と呼ばれ、別の世界では「Ychbilch」と呼ばれている。彼女に近しい者は「Wilva」と呼ぶこともある。
アドベンチャー『Lost Caverns Of Tsojcanth』では、遠い昔に死んだ大魔導士イグウィルヴが、洞窟に彼女の厳重に守られた財宝を残したと語られている。

### 関連キャラクター
イグウィルヴとグレイホークの主要キャラクターとの間には、様々な関係がある。
- イグウィルヴは、バーバ・ヤガーの養女である[1] 。
- デーモン・ロードのグラズズトを捕らえて誘惑し、息子「アイウーズ」を産んだ。[1]
- 彼女はまた、滅ぼされたヴァンパイア「Drelnza」の母親でもある。[18]
- 彼女は、アビスのデーモンとの関係でも悪名高い。[19][20][21][22][23]
- 彼女は一時期「ザギグ・イラジャーン」の弟子であり[1][24]、（「ターシャ」として）7人隊の一員であった。[1][25]
- イグウィルヴは、「八者の円（Circle of Eight）」と激しく敵対している。

### 歴史
公表されている経歴によれば、イグウィルヴはかつて「ナターシャ」と名乗っていたとされ、魔女バーバ・ヤガーに子供の頃"養女にされた"時もこの名だった。バーバ・ヤガーの指導の下、ナターシャは才能ある呪文の使い手に成長し、すぐに「闇のナターシャ（Natasha the Dark）」として知られるようになった。おそらく、バーバ・ヤガーのもう一人の養女、イグウィルヴの"妹"である「Elena the Fair」との対比とみられる。
イグウィルヴが次にケトに現れたのは今から300年ほど前、CY3世紀のことで、彼女は「Hura」として知られていた。ダーウードの宝物庫を略奪したために（そこでダーウードの不思議なランタンを手に入れたと推測される）Lopollaを追われたHuraは、グレイホーク自由都市に向かった。「ターシャ」と名乗るようになったイグウィルヴは、ウィザードの「ザギグ・イラジャーン」に出会い、すぐに（そしてスキャンダラスに）弟子入りした。この時期（CY4世紀初頭）、ターシャはザギグの冒険団である「7人隊」にも所属し、「Tasha's Uncontrollable Hideous Laughter」という呪文を開発した。ザギグとターシャの関係は、デーモン・ロードのフラズウルブルーを捕らえた時に頂点に達した。ザギグの知らぬ間に、ターシャは幽閉されていたデーモン・ロードと話し、多くの秘密を知った。その後間もなく、彼女はザギグの魔法の書物の多くを持ち去った。その中には「Tome of Zyx」も含まれており、後に彼女はそれに加筆し「デモノミコン」と改題した。そのため、彼女は「イグウィルヴのデモノミコン」の著者としてクレジットされている。「デモノミコン」には彼女が考案した他の呪文、「Dolor」、「Ensnarement」、「Exaction」、「Imbrue」、「Implore」、「Minimus containment」、「Torment 」などが収録されている。
イグウィルヴはVelverdyva川近くの未開の荒野にあるヤティル山脈を旅し、現在では「Iggwilv's Horn」と呼ばれる山に向かった。そこは、古代の魔道士ツォジキャンス終焉の地とされる。そこで彼女は、フラズウルブルーとザギグから得た知識と力を使い、ツォジキャンスを何世代にもわたって自分の奴隷として使役した。
イグウィルヴが次にペレンランドの歴史記録に登場するのは、CY460のころである。ザギグから学んだ（盗んだ）ものを使い、イグウィルヴはデーモン・ロード「グラズズト」を召喚し、捕らえた。彼女はグラズズトを誘惑して征服計画に協力させ、後に息子アイウーズを産んだ。CY480年、彼女は軍隊を編成し、「失われし洞窟網（Lost Caverns）」として知られるヤティルの拠点からペレンランドを攻撃した。この征服期間中、あるいはそれ以前のある時点で、グラズズトはイグウィルヴに「Fiend's Embrace」として知られる、ピット・フィーンドの皮のマントを贈ったと考えられている。イグヴィルヴのペレンランド征服はCY481までに完了し、CY491年にグラズズトが彼女の支配から逃れるまで、彼女は国を掌握していた。グラズズトは悪意を持って、イグウィルヴにツォジキャンスを縛り付け、Iggwilv's Hornの下に広がるアビスへの裂け目に対する、生きた封印として使うよう提案した。ツォジキャンスが数年ぶりに反撃に出たとき、イグウィルヴは不意を突かれた。戦いで弱った彼女は、続くグラズズトの攻撃に抵抗できなかった。イグウィルヴ自身もグラズズトと戦うことを余儀なくされ、かろうじてグラズズトを倒し、アビスに追い返した。この戦いの結果、イグウィルヴの美しい姿は魔法で破壊され、2つの醜い姿に分裂した。イグウィルヴは完全に無力となり、ペレンランドの民はイグウィルヴの軍勢を打ち破り、自分達の国を取り戻すことができた。ペレンランドを失った後、イグウィルヴの消息は数十年間途絶え、しばらくの間死んだと思われていた。
CY570年代、イグウィルヴは彼女の計画を阻止するために冒険者達を送り込んだ八者の円（Circle of Eight）と、二度にわたって衝突した。最初の衝突は、話に伝わるツォジキャンスの失われし洞窟網で起こり、彼女の娘であるヴァンパイア「Drelnza」の破滅で終わった。二度目は、彼女が多数のフィーンドをオアースに連れてくるという計画で、これは冒険者の一団（ウォーンズ・スターコート、Agath of Thrunch、Franz Torkeep、Rowena of the Silverbrow、Reynard Yargrove、Rakehell Chert）が、「Isle of the Ape」として知られる魔法の擬似次元界から、「Crook of Rao」を取り戻したことによって阻止された。
彼女が最後に八者の円と衝突したのは、ウォーンズ・スターコートがLunaからテンサーのクローンを取り戻すために冒険者の一団を雇った、CY585年のことである。現在、イグウィルヴは灰色の荒野ハデスにある荘園に住んでいる。現在、何かを計画しているかは不明。

## 評価
イグウィルヴは『ドラゴン』最終号で、D&D史上最高の悪役の一人に選ばれた。イグウィルヴは、Game Rantの「10 Must-Have NPCs In Dungeons & Dragons Lore To Make Your Campaigns Awesome」の第7位に選ばれ、その記事では「悪魔学に少しでも興味を持つ者なら誰でも呼び出す人物になる」と述べられており、「モルデンカイネンと並び、多元宇宙全体で最も強力な呪文の使い手の一人」とされている。
インヴァースのコリー・プランテは、「彼女の個人的な歴史の様々な側面は、時折矛盾を含みながら、過去に繰り返し取り上げられてきた。ターシャは多元宇宙で最も強力な大魔道士の一人である混沌にして悪なキャラクターであり、多くの伝説やほら話の源となっている」と語っている。
ジェイムズ・グレビーはSyFy Wireで「ターシャは、ゲームの象徴的なグレイホーク・キャンペーン・セッティングから生まれた、最も有名なキャラクターの一人」とし、「D&Dプレイヤーにとって、英雄にも悪役にもなる」と述べた。
『ターシャの万物釜』（2020）での語りについて、Polygonのチャーリー・ホールは「ターシャの語りは少し場違いな感じがするが、結局のところ注釈は他の良い部分を損なうことはなかった」と語っている。

## その他
ゲイリー・ガイギャックス著「The Slayer's Guide to Dragons』（Mongoose Publishing, 2002）に収録されているd20アドベンチャー 「The Revenge of Ghorkai 」では、「The Mother of Witches 」と呼ばれる半女神（demigoddess）について触れている。イグウィルヴを創造したのがガイギャックスで、アドベンチャーの地図がヤティル山脈に酷似していることから、多くの者はこの半女神がイグウィルヴを意味していると考えている。